# Blatnický potok
Blatnický potok – potok w środkowej Słowacji, prawobrzeżny dopływ Turca w dorzeczu Wagu. Górny bieg w zachodniej części grupy górskiej Wielkiej Fatry, dolny bieg na równinnych terenach Kotliny Turczańskiej. Długość 16,9 km.

## Bieg
Źródła potoku znajdują się na wysokości od ok. 840 do ok. 890 m n.p.m. (w zależności, który ciek źródłowy przyjmie się za główny), na zachodnich stokach mocno rozczłonkowanego grzbietu od Haľamovej kopy (1344 m n.p.m.) na północy po Veľký Rakytov (1142 m n.p.m.) na południu.
Spływa początkowo żlebowitą dolinką o nazwie Pražená, następnie Doliną Rakytovską, a później całą długością Doliny Blatnickiej aż do jej wylotu z gór. Tuż przed wsią Blatnica, na wysokości 505 m n.p.m. przyjmuje swój największy dopływ – dłuższy od niego samego Gaderský potok, zaś za wsią traci już swój górski charakter. Płynie teraz dnem Kotliny Turczańskiej, silnie meandrując, dalej generalnie w kierunku północno-zachodnim. Przed wsią Ďanová zasila staw rybny (Ďanovský rybník), po czym niżej, przed wsią Príbovce, dzieli się na dwie odnogi. Prawa z nich zasila kolejne stawy hodowlane (Príbovské rybníky). Obie odnogi osobno, na wysokości ok. 420 m n.p.m., wpadają do Turca.
Poza odcinkami w obrębie zabudowy Blatnicy i częściowo Ďanovéj oraz Príboviec bieg potoku nieuregulowany.

## Dopływy
Największym dopływem prawostronnym jest wspomniany Gaderský potok. Największymi dopływami w dolnym, nizinnym biegu są prawobrzeżny ciek Zápotočie (dł. 4 km) w Ďanovéj i lewobrzeżny Karlovský potok (dł. 6,8 km) w Príbovcach. Pozostałe dopływy, zgrupowane w górnym, górskim biegu, to liczne, krótkie potoczki, jednak o dużym spadzie i z reguły zasobne w wodę.

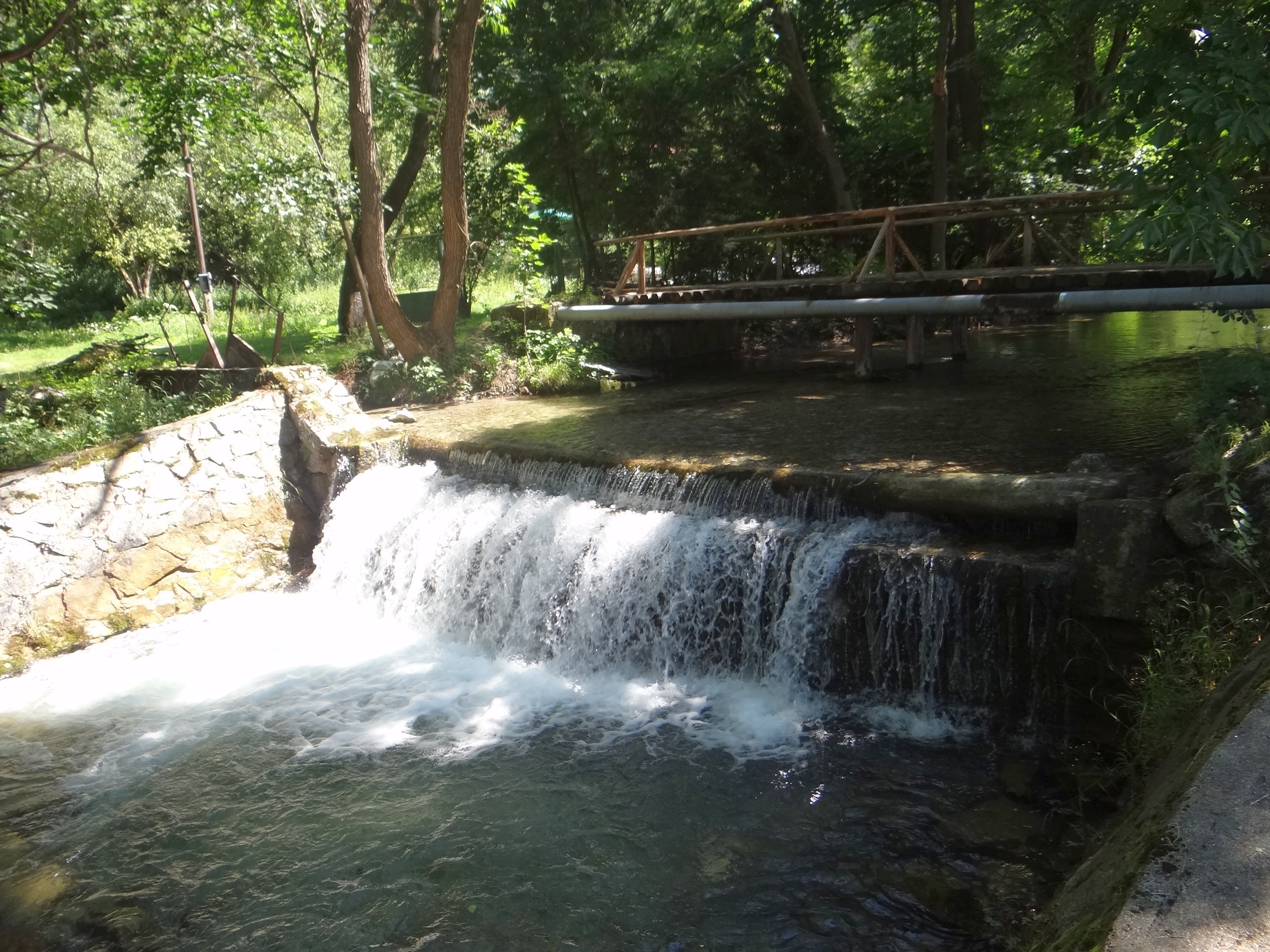
Uregulowane hydrotechnicznie koryto potoku w Blatnicy